# Dzięciołowce
Dzięciołowce (Pici) – podrząd ptaków z rzędu dzięciołowych (Piciformes).

## Zasięg występowania
Podrząd obejmuje gatunki występujące w Afryce, Eurazji i Ameryce.

## Systematyka
Do podrzędu należą następujące rodziny:
- Nadrodzina: Picoidea Leach, 1820
  - Indicatoridae Swainson, 1837 – miodowody
  - Picidae Leach, 1820 – dzięciołowate
- Nadrodzina: Ramphastoidea Vigors, 1825
  - Ramphastidae Vigors, 1825 – tukanowate